# Alticola lemminus
Alticola lemminus es una especie de roedor de la familia Cricetidae.

## Distribución geográfica
Se encuentra sólo en Rusia.